# Saint-Hugues
Saint-Hugues är en kommun i provinsen Québec i Kanada. Den ligger i regionen Montérégie, i den sydöstra delen av landet, 230 km öster om huvudstaden Ottawa.